# Bèuluec (Indre)
Beaulieu és un municipi francès, situat a la regió del Centre - Vall del Loira, al departament de l'Indre.